# Pseudocheirus peregrinus
Pseudocheirus peregrinus là một loài động vật có vú trong họ Pseudocheiridae, bộ Hai răng cửa. Loài này được Boddaert mô tả năm 1785.

## Hình ảnh

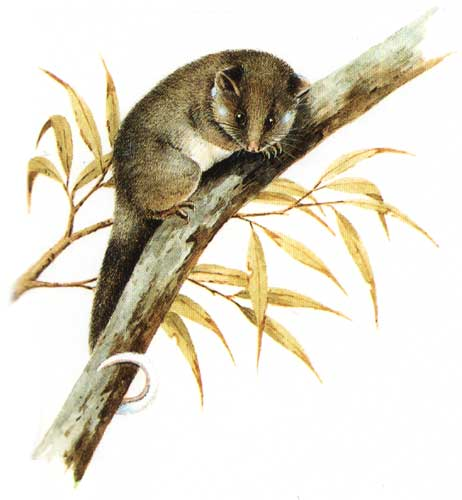
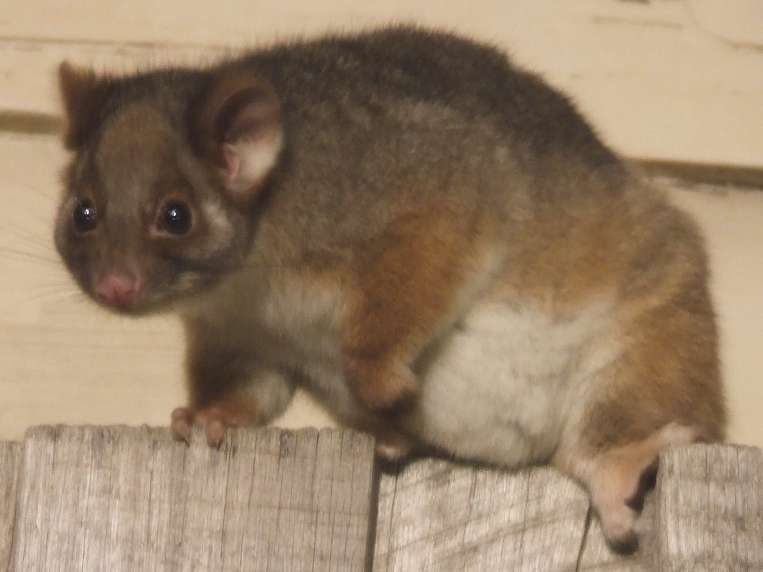
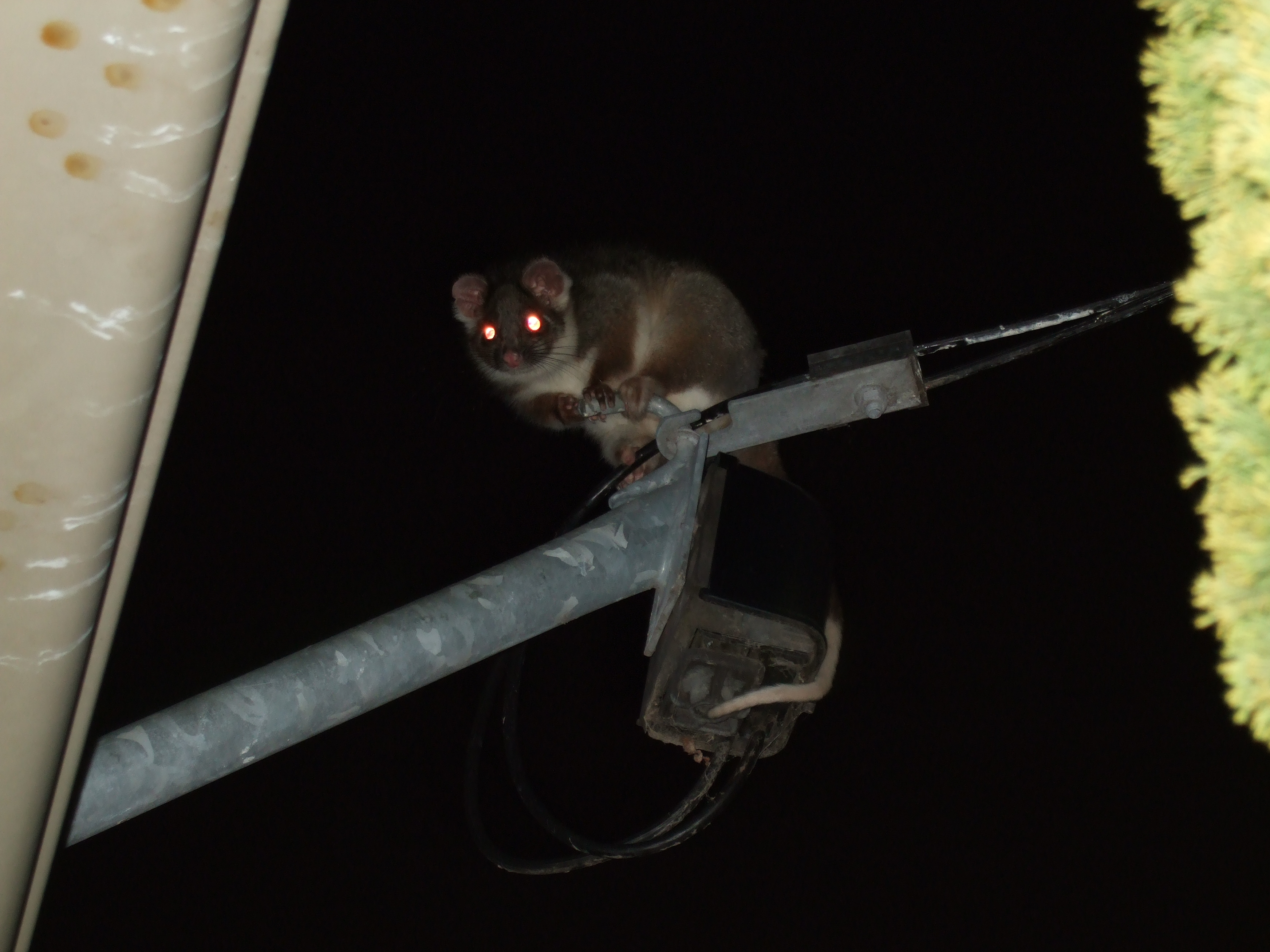
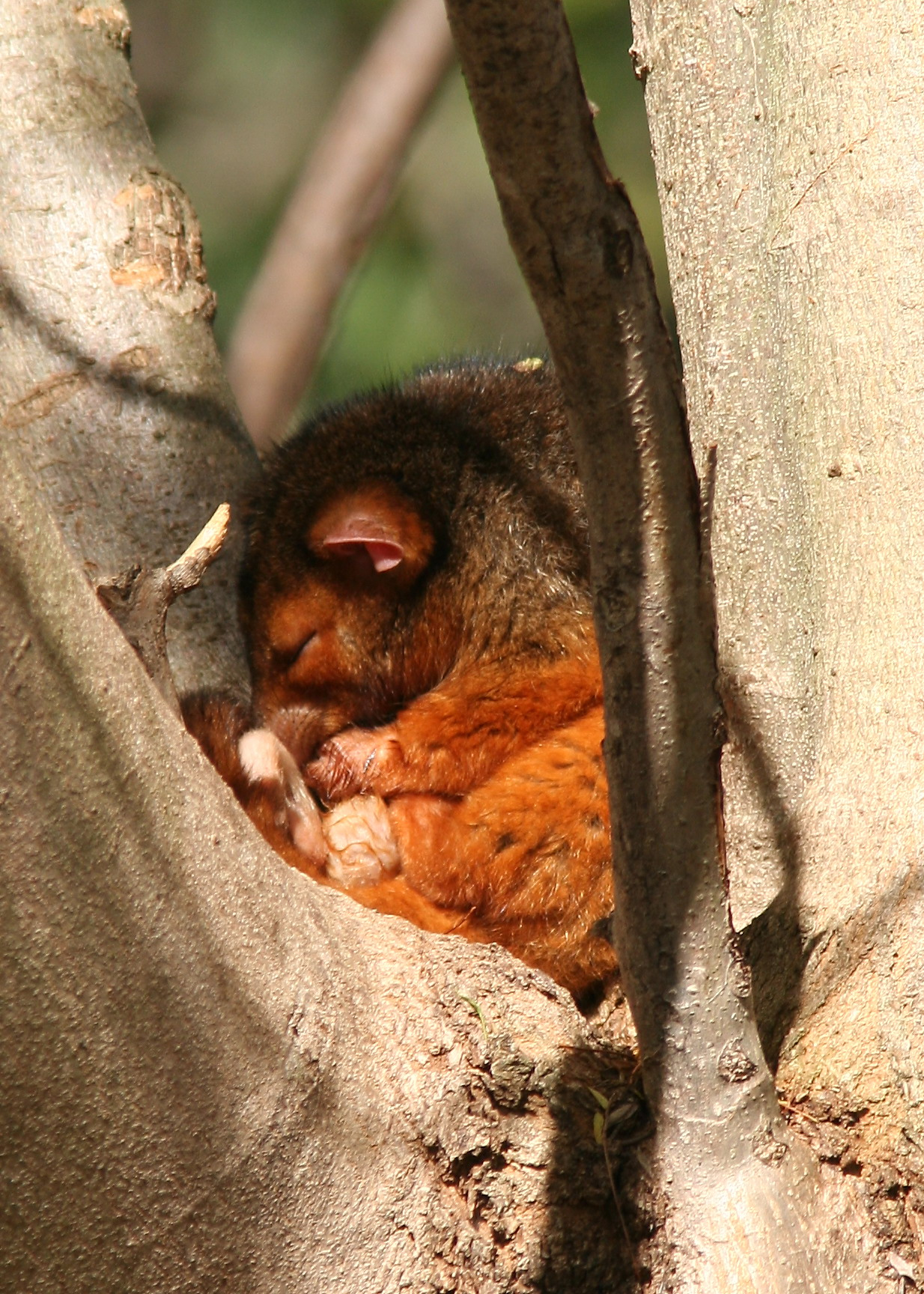